# Mariano Lavin Ortiz
Mariano Lavin Ortiz (1914 - 1973) foi um empresário espanhol radicado no Brasil que fundou a empresa de brinquedos Gulliver.

## História
O pai de Mariano Lavin já tinha um empresa do mesmo gênero na Espanha. Antes de Mariano se transferir para o Brasil ele já tinha uma fábrica no país na cidade de Madrid no início dos anos 50. Em 1959 chegou ao Brasil como imigrante com a sua família e fundou a empresa Gulliver em São Caetano do Sul, SP. Em 1973 ele faleceu aos 59 anos. A empresa fundada pela família Lavin ficou famosa por fabricar brinquedos em PVC